# Keetia purpurascens
Keetia purpurascens är en måreväxtart som först beskrevs av Arthur Allman Bullock, och fick sitt nu gällande namn av Diane Mary Bridson. Keetia purpurascens ingår i släktet Keetia och familjen måreväxter. IUCN kategoriserar arten globalt som sårbar.
Artens utbredningsområde är Tanzania. Inga underarter finns listade i Catalogue of Life.